# Toronto Symphony Youth Orchestra
La Toronto Symphony Youth Orchestra (TSYO) è un programma di formazione orchestrale ad alto livello gestito dalla Toronto Symphony Orchestra (TSO) per musicisti di età compresa tra i 22 anni e più piccoli, con sede a Toronto, Canada.

## Descrizione

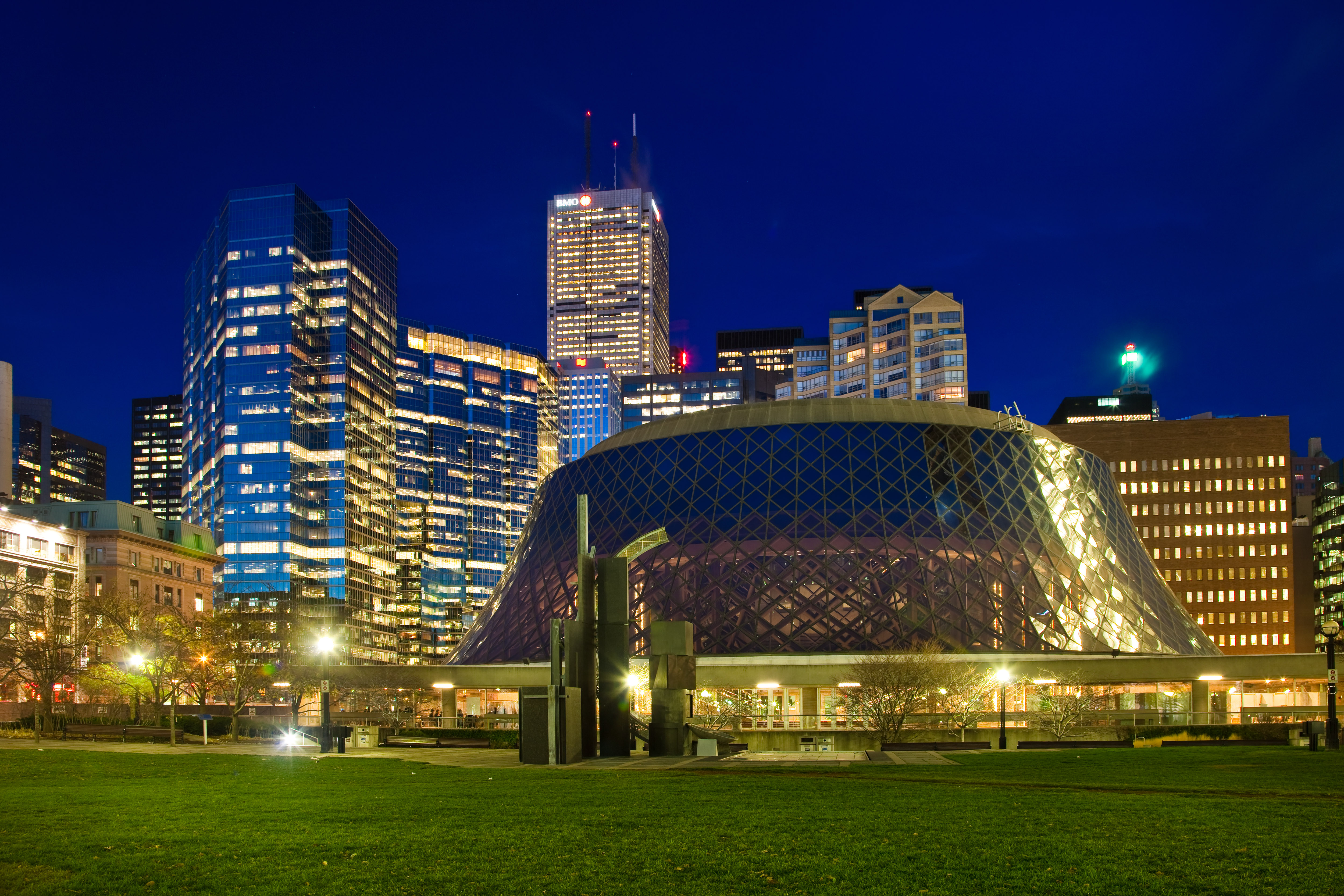
Roy Thomson Hall Toronto

Gli alunni della TSYO si trovano nella maggior parte delle principali organizzazioni che suonano in Canada e molti si sono lanciati in carriere da solista e da musica da camera in tutto il mondo. Alain Trudel ha diretto l'orchestra dal 2004 al 2012 e da allora è stato sostituito dal Direttore Residente della TSO, Shalom Bard.

## Storia
Fondata nel 1974 da Victor Feldbrill, la TSYO ha avuto una stretta collaborazione con la Toronto Symphony Orchestra per oltre 30 anni. Ogni anno si svolge una performance in collaborazione sul palco denominata "Side-by-Side" nella Roy Thomson Hall. Inoltre tutti i membri della TSYO sono incoraggiati a competere in un concorso annuale di concerti. Il premio di questo concorso è la possibilità di eseguire un assolo con l'Orchestra Sinfonica di Toronto.
Attraverso la loro affiliazione alla la Orchestra Sinfonica di Toronto, la TSYO ha lavorato con artisti e direttori ospiti di fama mondiale. Gli ospiti più recenti sono: Henning Kraggerud, Vadim Gluzman, James Ehnes, Colin Carr, Pinchas Zukerman, Nadja Salerno-Sonnenberg, Pekka Kuusisto, Yo-Yo Ma, Richard Stolzman, Wynton Marsalis, Christian Lindberg, Colin Currie, Jukka-Pekka Saraste, Gunther Herbig, Maxim Vengerov, Sir Andrew Davis, e il Direttore musicale della OST Peter Oundjian, per citarne solo alcuni.
La TSYO è guidata dal Direttore Residente della RBC TSO, Shalom Bard e seguita musicalmente dai musicisti della TSO Keith Atkinson (insegnante fiati), Harcus Hennigar (ottoni), Etsuko Kimura (violini), Theresa Rudolph (viole), David Hetherington (violoncelli), Paul Rogers (contrabbassi) e David Kent (percussioni).

## Tour
L'orchestra giovanile ha fatto tournée intense sia nell'interno del Canada che all'estero. Nel 1999 la TSYO ha rappresentato il Canada al Festival Internazionale di Banff delle Orchestre Giovanili. Altre mete sono state Quebec, Texas, Massachusetts, California, Giappone ed Europa. Nel maggio 2012 la TSYO si è recata nella Colombia Britannica, con spettacoli a Vancouver, Nanaimo e Victoria.